# Anima Animus (album)
Albums de The Creatures
A Bestiary of
(1997) U.S. Retrace
(2000)
Anima Animus est le troisième album studio de The Creatures, sorti en février 1999. The Creatures est le deuxième groupe de la chanteuse Siouxsie et du musicien multi-instrumentiste Budgie. PJ Harvey a classé Anima Animus dans ses dix albums préférés de l'année 1999 sur son site officiel.
Lors de sa sortie, Marc Besse, du magazine les Inrockuptibles, écrit dans sa chronique ; « Anima Animus matérialise un changement d'époque. Seuls maîtres à bord, Siouxsie et Budgie ont opté pour une instrumentation bouleversée (aqua-marimba, toy piano, koto zither ou violons y affrontent l'électronique). Insaisissable, la voix de Siouxsie retrouve dans cet univers à la complexité souterraine, une félinité et un pouvoir de séduction rarement atteints par le passé. Elle est devenue pasionaria irrésistiblement charnelle, loin des grilles traditionnelles du rock, glissant dans chacune de ses lignes de chant une puissance jubilatoire (Prettiest Thing, Don't Go to Sleep Without Me) et habitant ses chansons d'une ferveur presque théâtrale (Exterminating Angel). »
Le texte du morceau I Was Me a plusieurs angles de lecture. « Il contient des éléments d'une ancienne histoire de Twilight Zone. Et il y avait aussi un film intitulé La double vie de Véronique (1991, réalisé par Krzysztof Kieślowski). C'est plutôt une histoire effrayante, pas celle d'une rencontre avec votre doppelgänger [votre double] mais des traces de cette personne ayant déjà été là avant vous. Un imposteur, je me souviens de l'histoire de Twilight Zone. C'était un de ces vieux films en noir et blanc, d'une personne arrivant à une gare routière et des gens qui l'ignoraient, en disant "mais vous avez déjà vérifié ce sac", et les choses deviennent vraiment confuses - "mais Je viens juste d'arriver ici! » Alors elle court dehors et voit le bus s'éloigner et un homme lui dit 'mais tu viens juste de partir dans ce bus ...', et elle voit le visage de la fenêtre s'éloigner aussi . C'est son visage de côté, mais ça semble être elle! » . L'épisode de 'Twilight Zone' auquel Siouxsie fait référence est Mirror Image - diffusé pour la première fois le 26 février 1960, avec Vera Miles en tant que victime du doppelgänger ('Millicent Barnes'). « Puis - à un niveau beaucoup plus frivole, je suis allé dans des endroits où que je n'aurais pas pu être présente physiquement. Des clubs, vous savez et on me répond 'oh, mais vous venez ici chaque semaine'. 'Oui, oui, c'est Siouxsie, je vous fais toujours rentrer à la porte'. Et je pense 'c'est quelqu'un qui se transforme en ma personne'. Et bien sûr - dans les années 1980, chaque vitrine des magasins habillait leurs mannequins en faisant en sorte qu'ils me ressemblaient. [...] C'était assez bizarre ».

## Liste des titres
1. 2nd Floor
2. Disconnected
3. Turn It On
4. Take Mine
5. Say
6. I Was Me
7. Prettiest Thing
8. Exterminating Angel
9. Another Planet
10. Don't Go to Sleep Without Me